# Новороговская
Новороговская — станица в Егорлыкском районе Ростовской области.
Административный центр Новороговского сельского поселения.

## История
Станица Новороговская входила в Ейский отдел Кубанской области.
Станица Новороговская образована в 1884 году казаками станицы Роговской Кавказского отдела Кубанского казачьего войска.
Станица расположена в южной и юго-восточной части Егорлыкского района на берегах реки Средний Егорлык. 

## Население
| 1989  | 2002  | 2010  | 2012  | 2013  | 2014  | 2015  |
| ----- | ----- | ----- | ----- | ----- | ----- | ----- |
| 1476  | ↗1606 | ↘1568 | ↘1551 | ↘1519 | ↘1490 | ↗1501 |
| 2016  | 2017  | 2018  | 2019  | 2020  | 2021  |       |
| ↗1510 | ↘1489 | ↘1485 | ↘1483 | ↘1466 | ↘1429 |       |

## Улицы
| - пер. Газетный, - пер. Донской, - пер. Животноводческий, - пер. Заречный, - пер. Зерновой, - пер. Казачий, - пер. Костенко, - пер. Кубанский, - пер. Овощной, - пер. Прифермский, | - пер. Пропашной, - пер. Садовый, - пер. Станичный, - пер. Центральный, - ул. Краснопартизанская, - ул. Перворевкомовцев, - ул. Садовая, - ул. Советская, - ул. Школьная, - ул. Южная. |

## Известные уроженцы
- Костенко, Николай Терентьевич (1930—1993) — советский механизатор, полный кавалер ордена Трудовой Славы.
- Кулиш, Николай Максимович (1928—2007) — советский экскаваторщик, Герой Социалистического Труда.